# Al-Ikhlas
Al-Ikhlas  (arabe : سُورَةُ ٱلْإِخْلَاصِ, français : La Pureté de la Foi) est le nom traditionnellement donné à la 112e sourate du Coran, le livre sacré de l'islam. Elle comporte 4 versets. Rédigée en arabe comme l'ensemble de l'œuvre religieuse, elle fut proclamée, selon la tradition musulmane, durant la période mecquoise.

## Origine du nom
Bien que ne faisant pas partie de la proclamation, la tradition musulmane a donné comme nom à cette sourate La Pureté de la Foi .

## Historique
Il n'existe à ce jour pas de sources ou documents historiques permettant de s'assurer de l'ordre chronologique des sourates du Coran. Néanmoins selon une chronologie musulmane attribuée à Ǧaʿfar al-Ṣādiq (VIIIe siècle) et largement diffusée en 1924 sous l’autorité d’al-Azhar,, cette sourate occupe la 22e place. Elle aurait été proclamée pendant la période mecquoise, c'est-à-dire schématiquement durant la première partie de l'histoire de Mahomet avant de quitter La Mecque. Contestée dès le XIXe par des recherches universitaires, cette chronologie a été revue par Nöldeke,, pour qui cette sourate est la 44e.
Les sourates de la fin du Coran sont généralement considérées comme appartenant aux plus anciennes. Elles se caractérisent par des particularités propres. Elles sont brèves, semblent issues de proclamations oraculaires (ce qui ne signifie pas, pour autant, qu’elles en sont des enregistrements), elles contiennent de nombreux hapax...
Pour Nöldeke et Schwally, la quasi-totalité des sourates 69 à 114 sont de la première période mecquoise. Neuwirth les classe en quatre groupes supposés être chronologiques. Bien que reconnaissant leur ancienneté, certains auteurs refusent de les qualifier de « mecquoise », car cela présuppose un contexte et une version de la genèse du corpus coranique qui n’est pas tranchée. Cette approche est spéculative.
En effet, ces textes ne sont pas une simple transcription sténographique de proclamation mais sont des textes écrits, souvent opaques, possédant des strates de composition et des réécritures. Cela n’empêche pas ces sourates de fournir des éléments contextuels (comme l’attente d’une Fin des Temps imminente chez les partisans de Mahomet). Ces textes sont marqués par une forme de piété tributaire du christianisme oriental.
Cette sourate a fait l’objet de datations contradictoires. Pour Nöldeke et Schwally, elle est de datation incertaine. Bell y voit, de par le fait qu’elle est une réponse à la doctrine chrétienne de la divinité du Fils, une sourate médinoise. Si la majorité des exégètes (mufassirūn) y ont vu une sourate mecquoise, d’autres y ont reconnu une sourate médinoise.
Au-delà de ces discussions d’un lien hypothétique entre certaines parties du Coran et la vie de Mahomet, il peut être remarqué que cette sourate est l’un des plus anciens textes pré-coraniques. Elle est attestée dans des inscriptions et de manuscrits plus datés que les corans les plus anciens, avec des variantes plus ou moins importantes. On la trouve ainsi dans les inscriptions du dôme du Rocher ou sur des monnaies d’Abd al-Malik. Cette sourate semble avoir eu une « vie précoce en tant que texte politico-religieux sous la première dynastie de l’islam ».
Il n’est pas impossible que cette sourate ait clos le corpus coranique, avant l’ajout postérieur des deux dernières sourates. Pour Neuwirth, les deux dernières sourates sont moins des sourates que des textes prophylactiques visant à protéger le Coran.

## Contenu
Texte de la sourate Al-Ikhlas en français (traduction de Muhammad Hamidullah) :
Au nom d'Allah, le Tout Miséricordieux, le Très Miséricordieux.
1. Dis : « Il est Allah, Unique.        
2. Allah, Le Seul à être imploré pour ce que nous désirons.
3. Il n'a jamais engendré, n'a pas été engendré non plus.

Sourate 112 du Coran en arabe.

4. Et nul n'est égal à Lui. »

## Interprétations
Cette sourate est une profession de foi, connue dans les graffitis et les inscriptions (parfois dans une « forme un peu différente » ou sous forme de glose, selon Imbert). Kropp la rapproche formellement de textes préislamiques. Une hypothèse voit dans le verset 2 un ajout plus tardif. Le verset 3 est souvent perçu comme visant les chrétiens, mais pourrait viser d’autres groupes.
Pour Pregill, ce texte renvoi aussi bien au Chema Israël qu’au credo de Nicée. Pour l’auteur, ce passage montre une « familiarité intime » avec les textes monothéistes.
Tesei remarque la très forte présence d’hapax dans les sourates finales, soulevant la question de la présence de registres linguistiques différents.

Texte de la sourate (Coran datant de 1874)
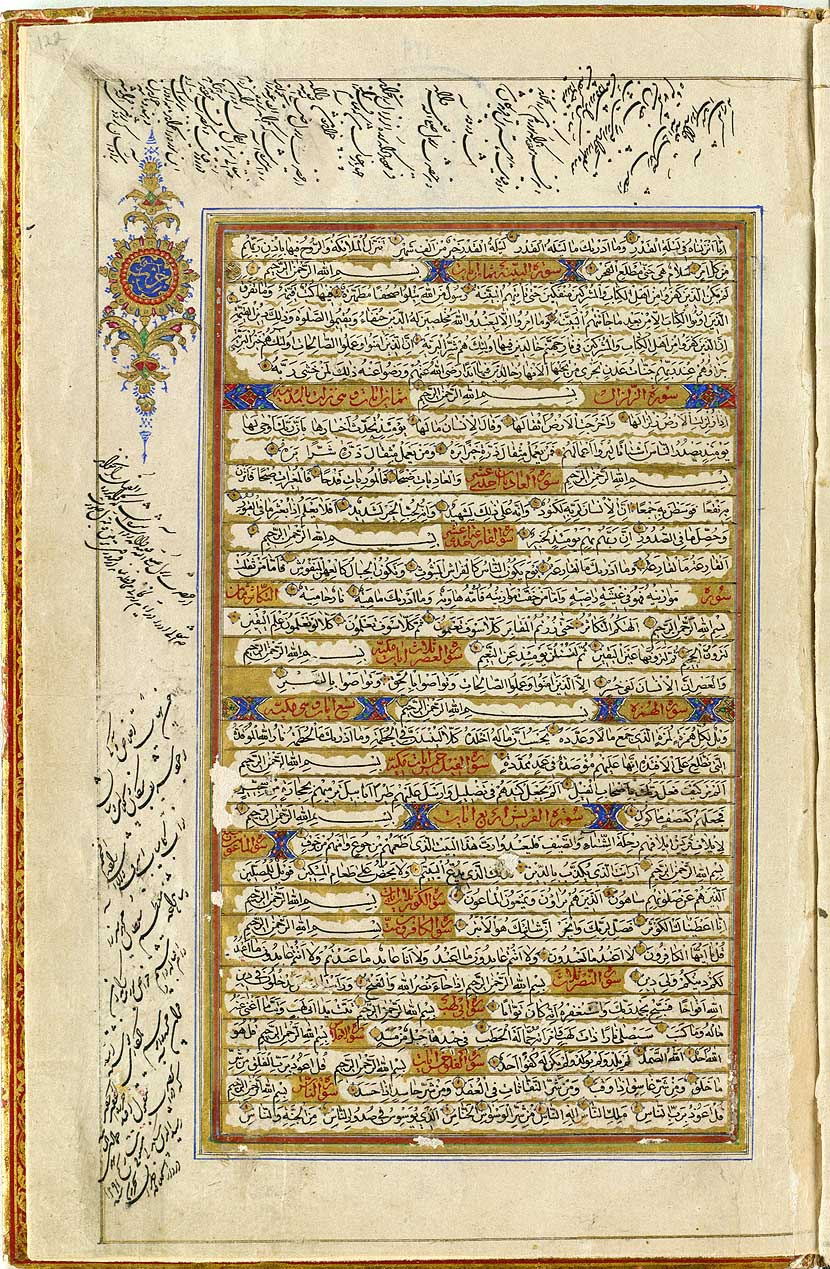